# Dichanthium annulatum
Dichanthium annulatum é uma espécie de planta com flor pertencente à família Poaceae. 
A autoridade científica da espécie é (Forssk.) Stapf, tendo sido publicada em Flora of Tropical Africa 9: 178. 1917.

## Portugal
Trata-se de uma espécie presente no território português, nomeadamente no Arquipélago da Madeira.
Em termos de naturalidade é introduzida na região atrás indicada.

## Protecção
Não se encontra protegida por legislação portuguesa ou da Comunidade Europeia.